# ولکا چیشکا
ولکا چیشکا (به لاتین: Velká Chyška) یک ناحیه در جمهوری چک است که در Pelhřimov District واقع شده‌است.

## خصوصیات
ولکا چیشکا ۸٫۱۴ کیلومترمربع مساحت و ۳۱۵ نفر جمعیت دارد و ۵۷۲ متر بالاتر از سطح دریا واقع شده‌است.